# Sint-Jan-de-Doperbasiliek (Chaumont)
De Basiliek Sint-Jan-de-Doper is een katholieke kerk in gotische stijl gelegen in de Franse stad Chaumont in het departement Haute-Marne. Ze is het belangrijkste religieuze gebouw van de stad. In haar gotische stijl domineert ze met haar twee toren het grootste deel van gemeente, gelegen op de noordwestelijke rand van het plateau van Chaumont. De kerk is toegewijd aan Sint-Jan-de-Doper.
De basiliek is geklasseerd als monument historique op de lijst van 1862.

## Geschiedenis
De bouw van de kerk ving aan in de 13e eeuw om tegemoet te komen aan de bevolkingsgroei van de stad. Ze ontving al snel talrijke schenkingen, met name van de baljuw van Chaumont. Ze werd een kapittelkerk op 18 december 1474 door toedoen van paus Sixtus IV. Tussen 1517 en 1543 vonden er belangrijke werken plaats. In de 18e eeuw werd de kerk rijkelijk versierd. In 1948 werd ze verheven tot de rang van basilica minor door paus Pius XII.

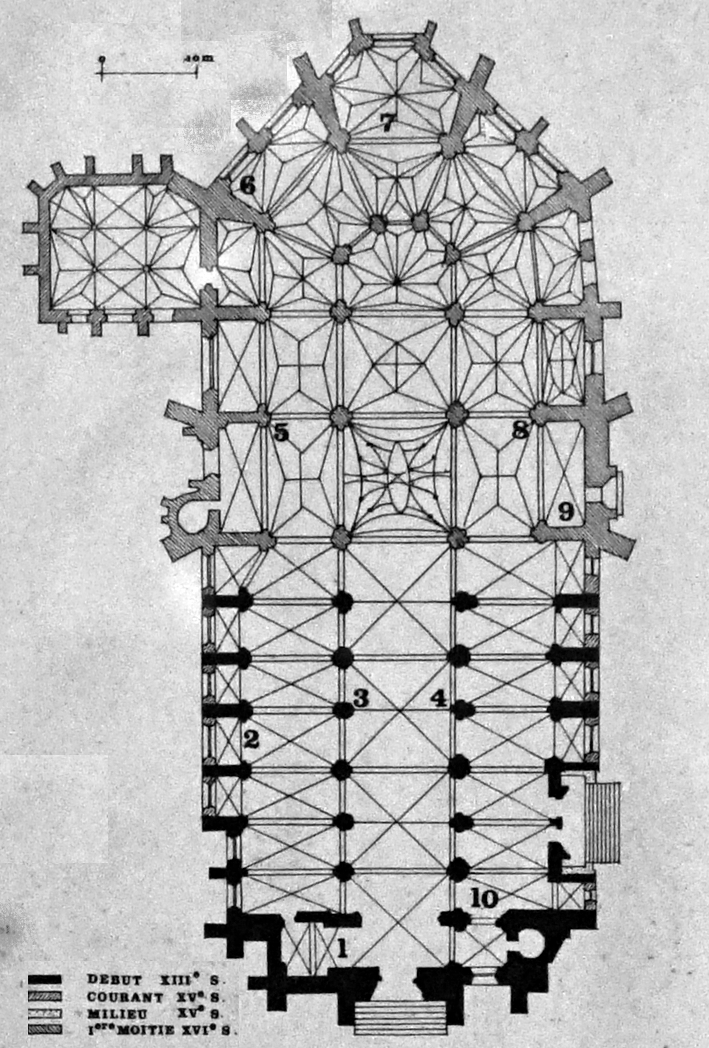
Grondplan.

## Architectuur
De westelijke façade en het schip dateren uit de 13e eeuw, terwijl het zuidelijke portaal van Sint-Jan de typische 14e-eeuwse gotische stijl vertoond. Het koor en de transept dateren dan weer uit de 15e en 16e eeuw.

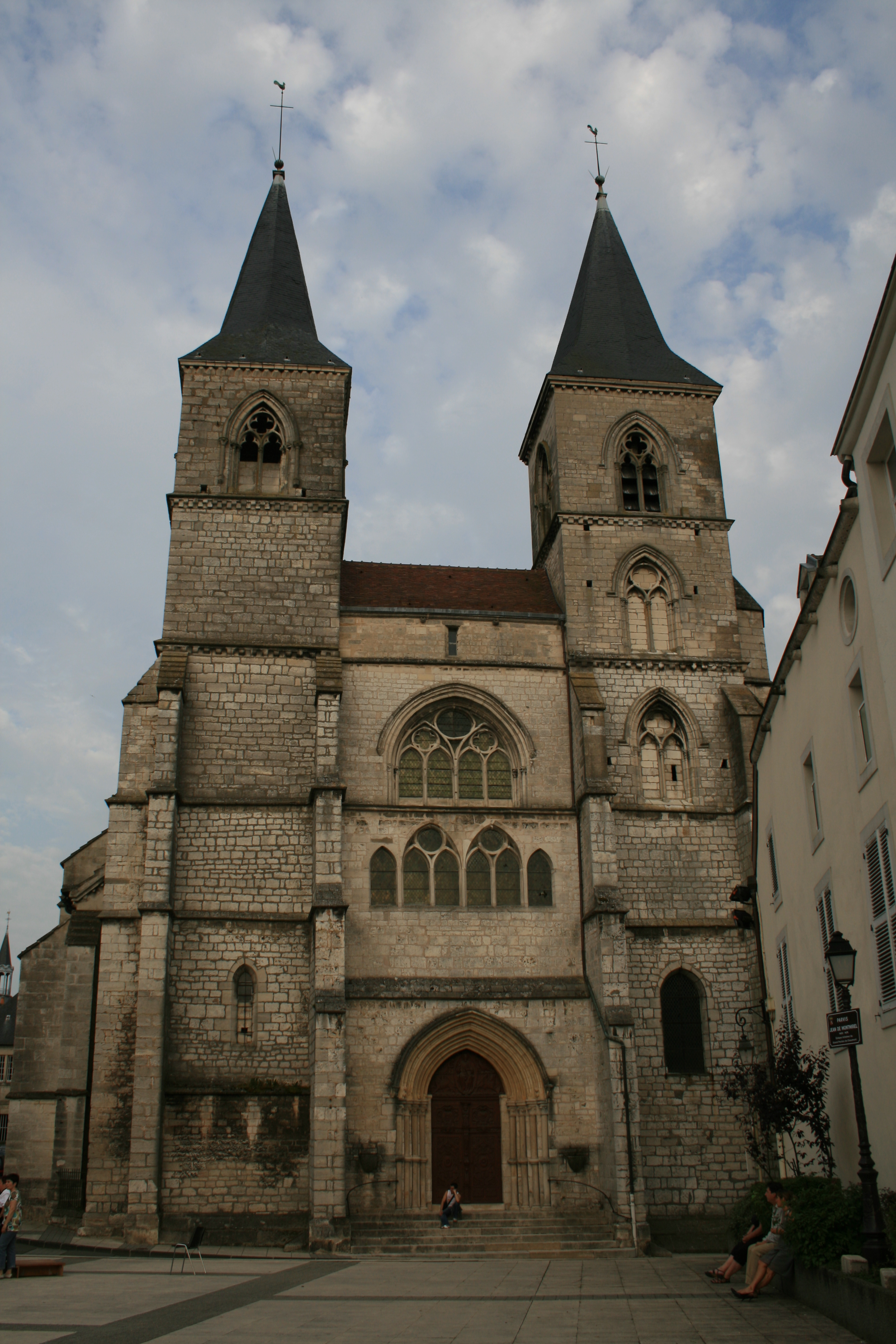
Westelijke façade
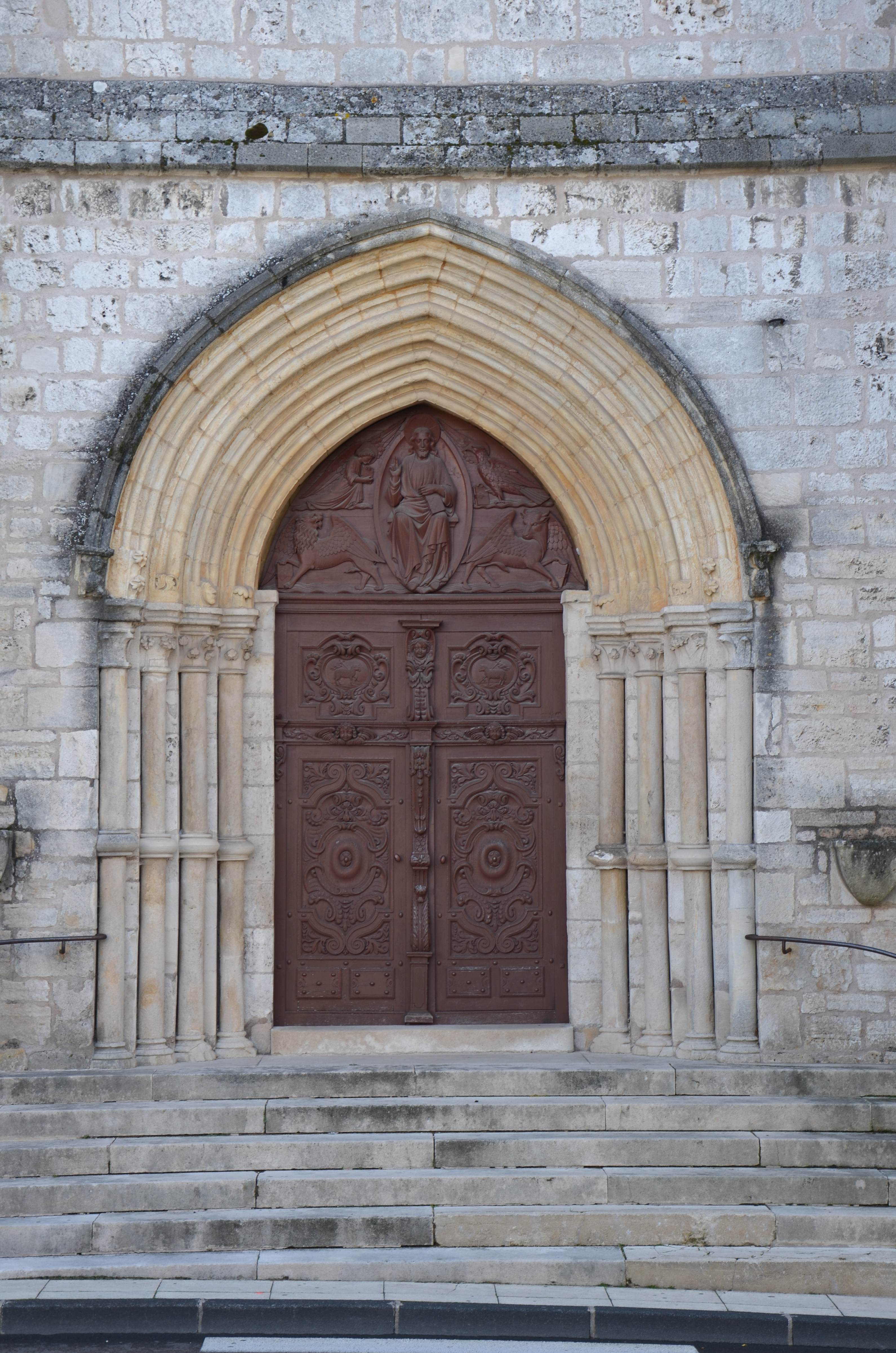
Detail uit westelijke façade
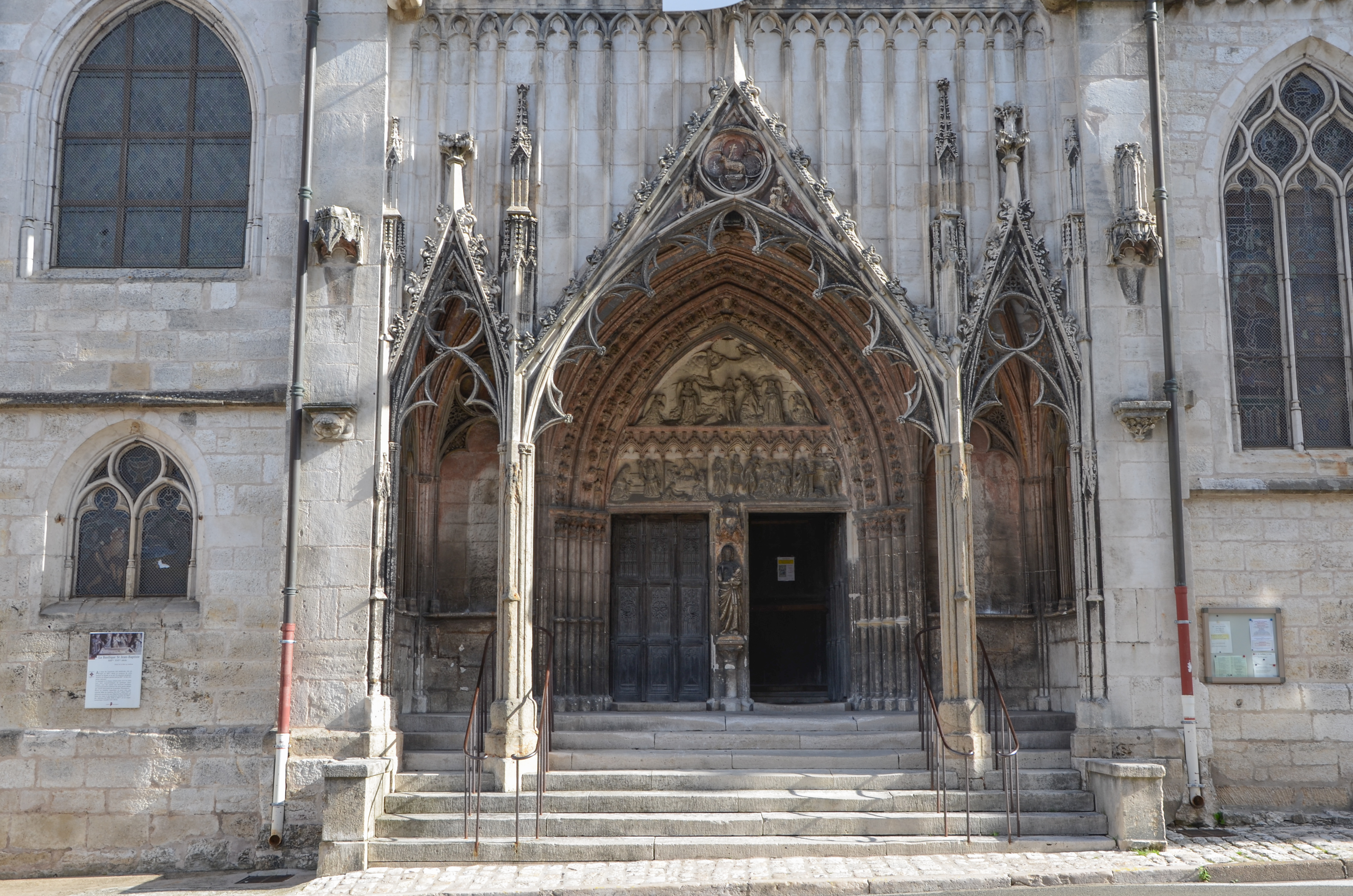
Portaal van Sint-Jan
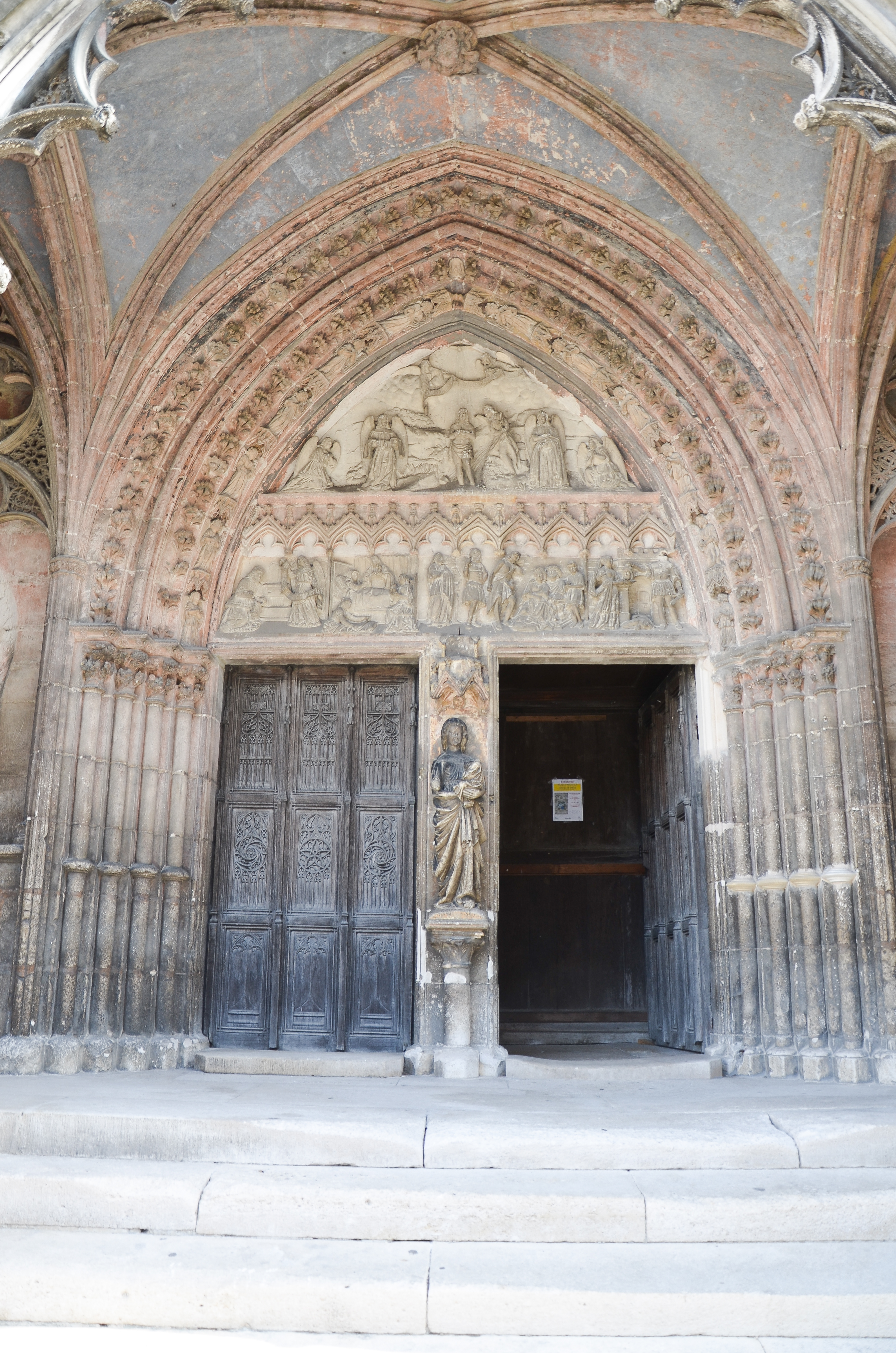
Detail uit portaal van Sint-Jan
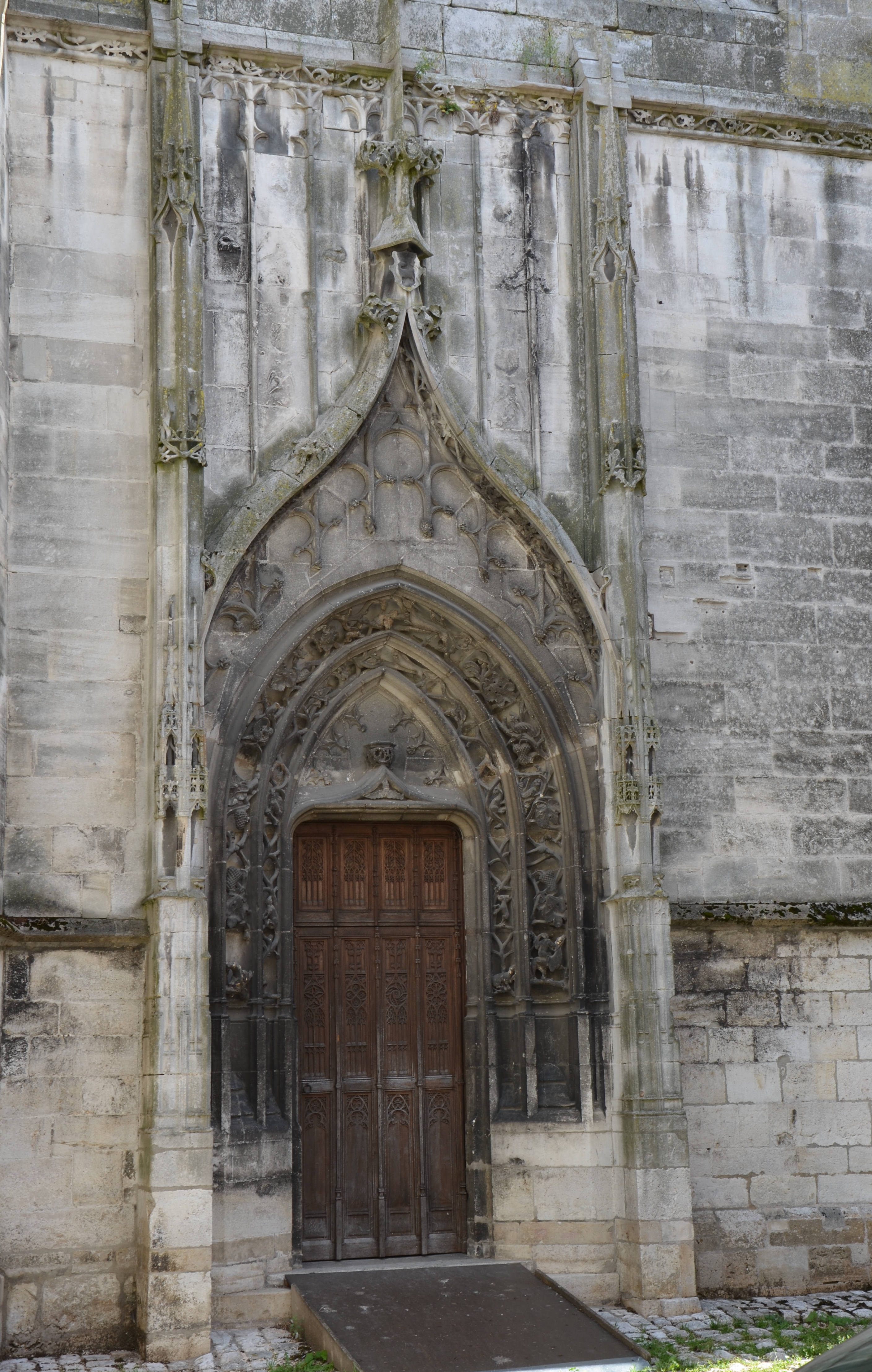
Andere toegang

## Meubilair en decor
De basiliek herbergt bijzonder meubilair, met name werken van de hand van Jean-Baptiste Bouchardon. Hij sculpteerde het hoofdaltaar (momenteel in de Rozenkranskapel), de preekstoel en de kerkbank voor de kerkfabriek (banc d'oeuvre) tegenover de preekstoel.

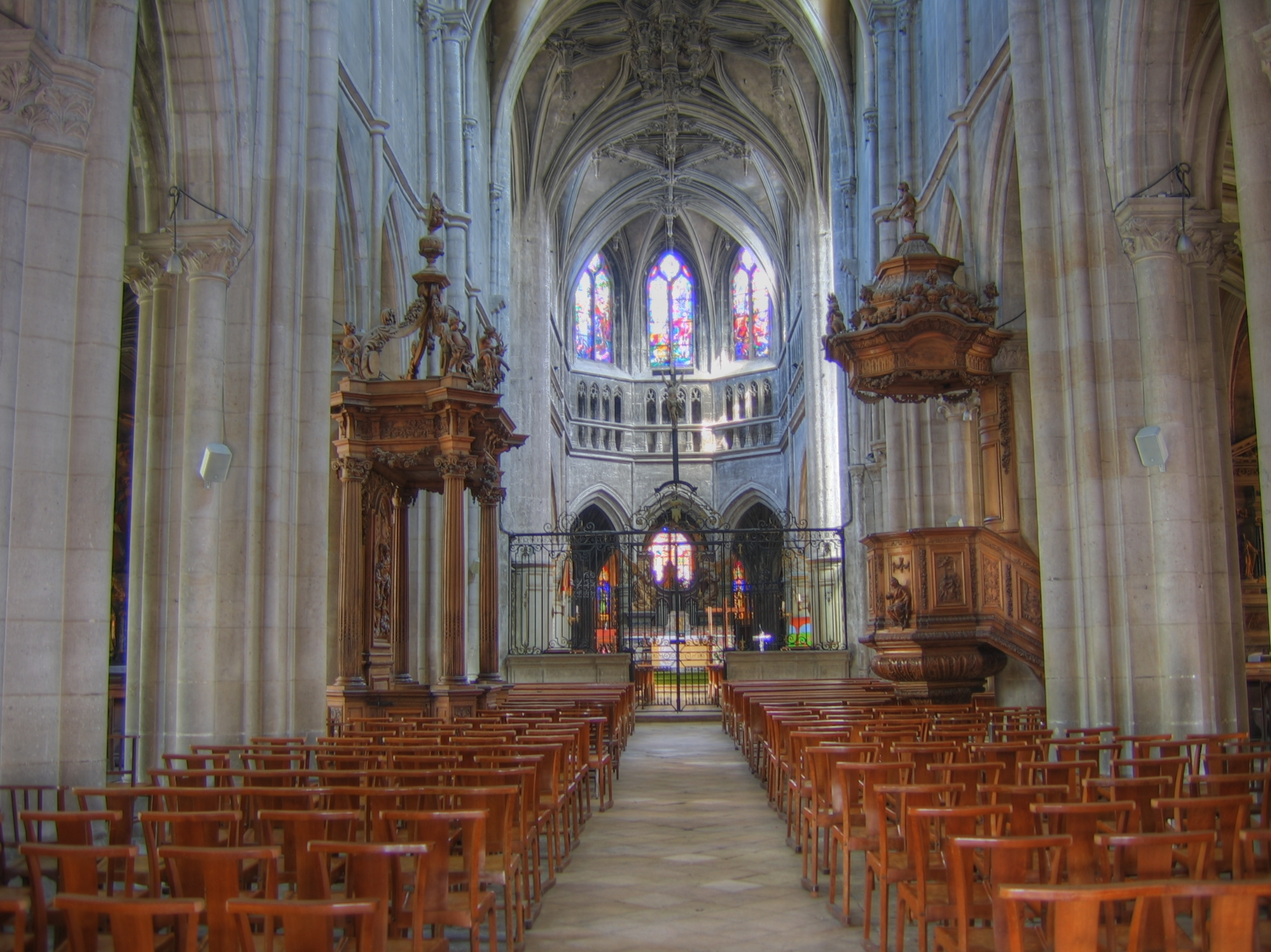
Schip en koor
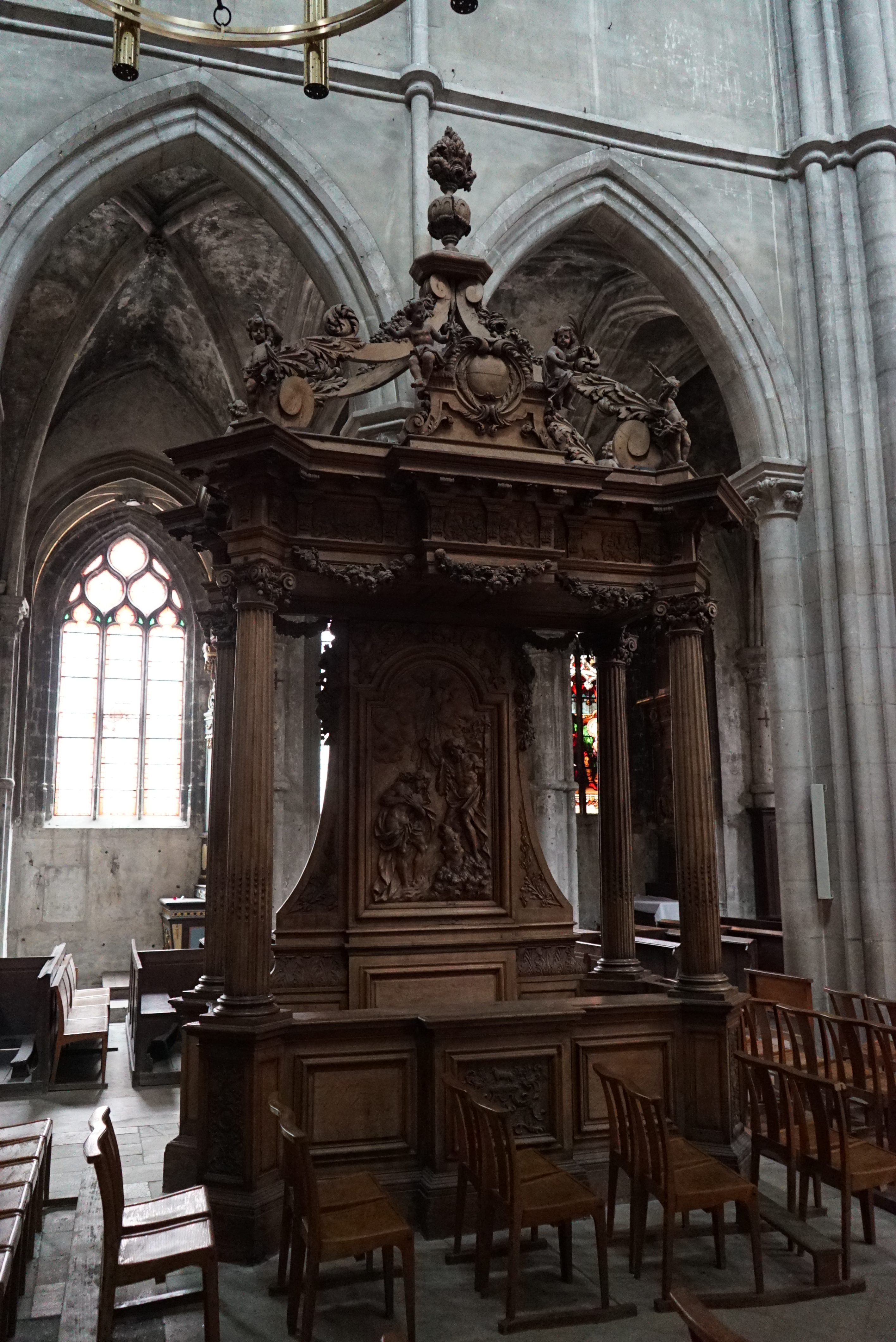
Bank voor de kerkfabriek van gesneden werk
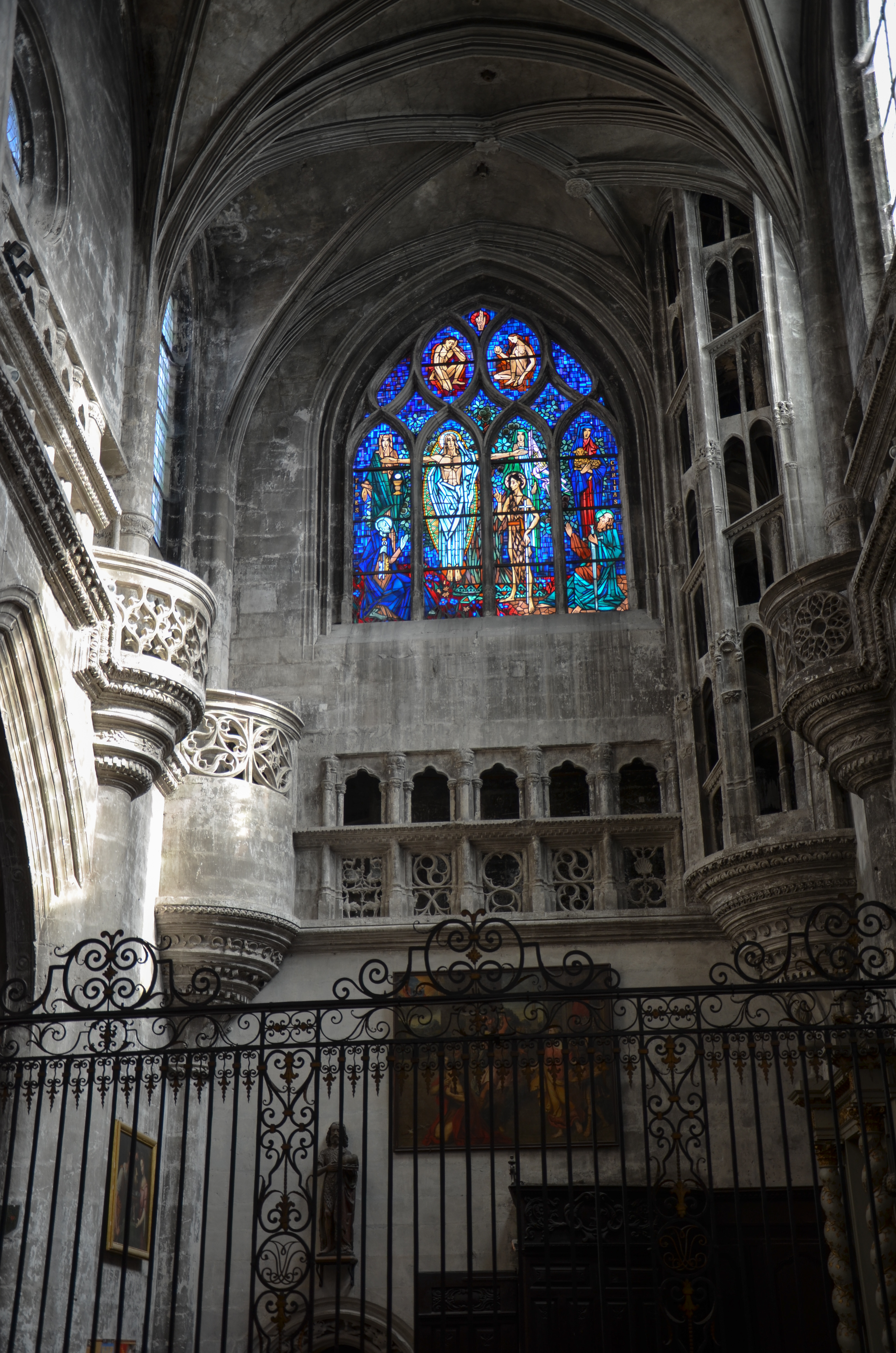
Transept
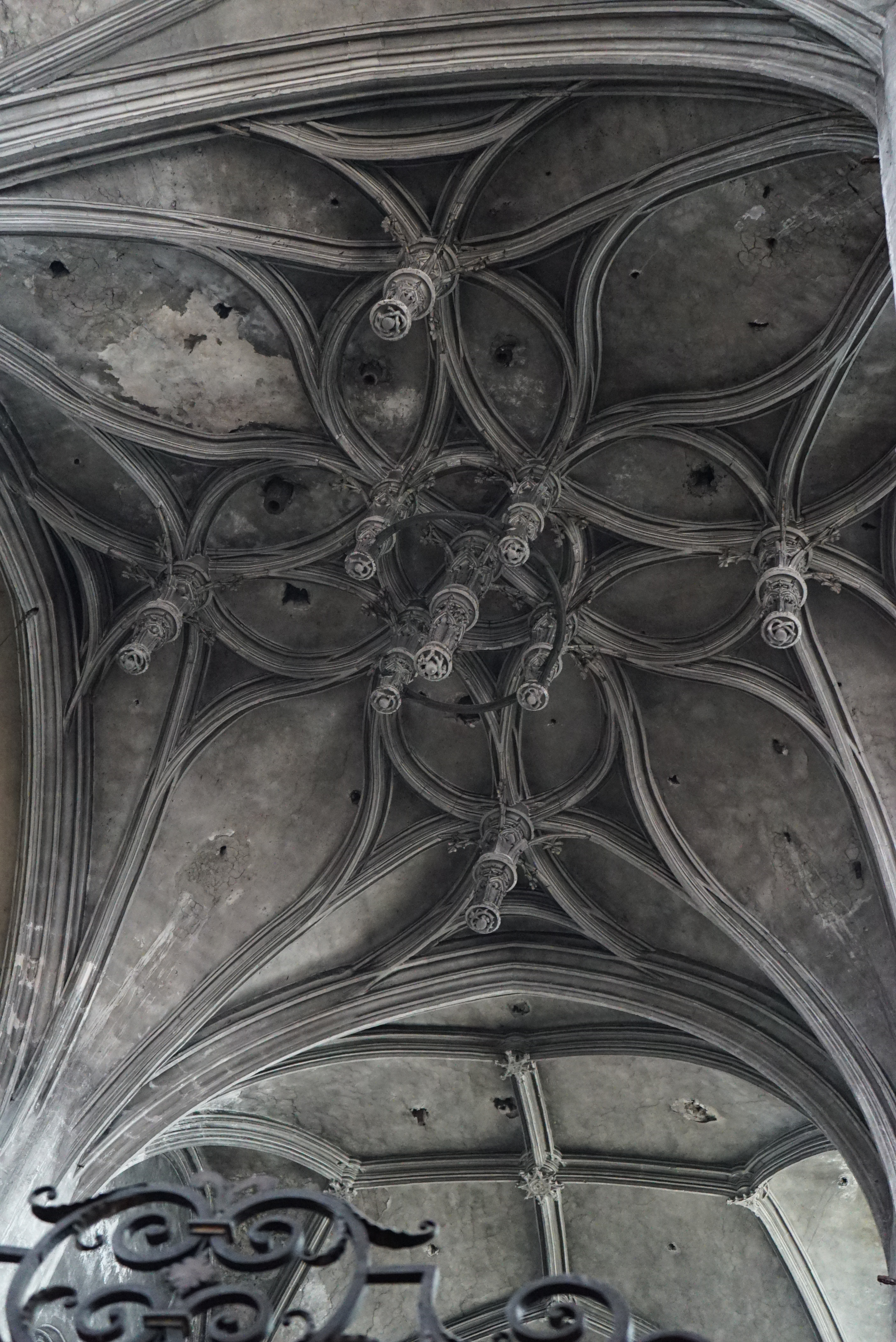
Plafond.

Een beeldgroep van de graflegging werd in de 15e eeuw door de familie d'Amboise, baljuws van Chaumont, aan de kerk geschonken. Deze beeldengroep situeert zich in een kapel links van het westelijke portaal. Op het gewelf is een afbeelding geschilderd die Jean IV d'Amboise en zijn echtgenote Catherine de Saint-Belin.

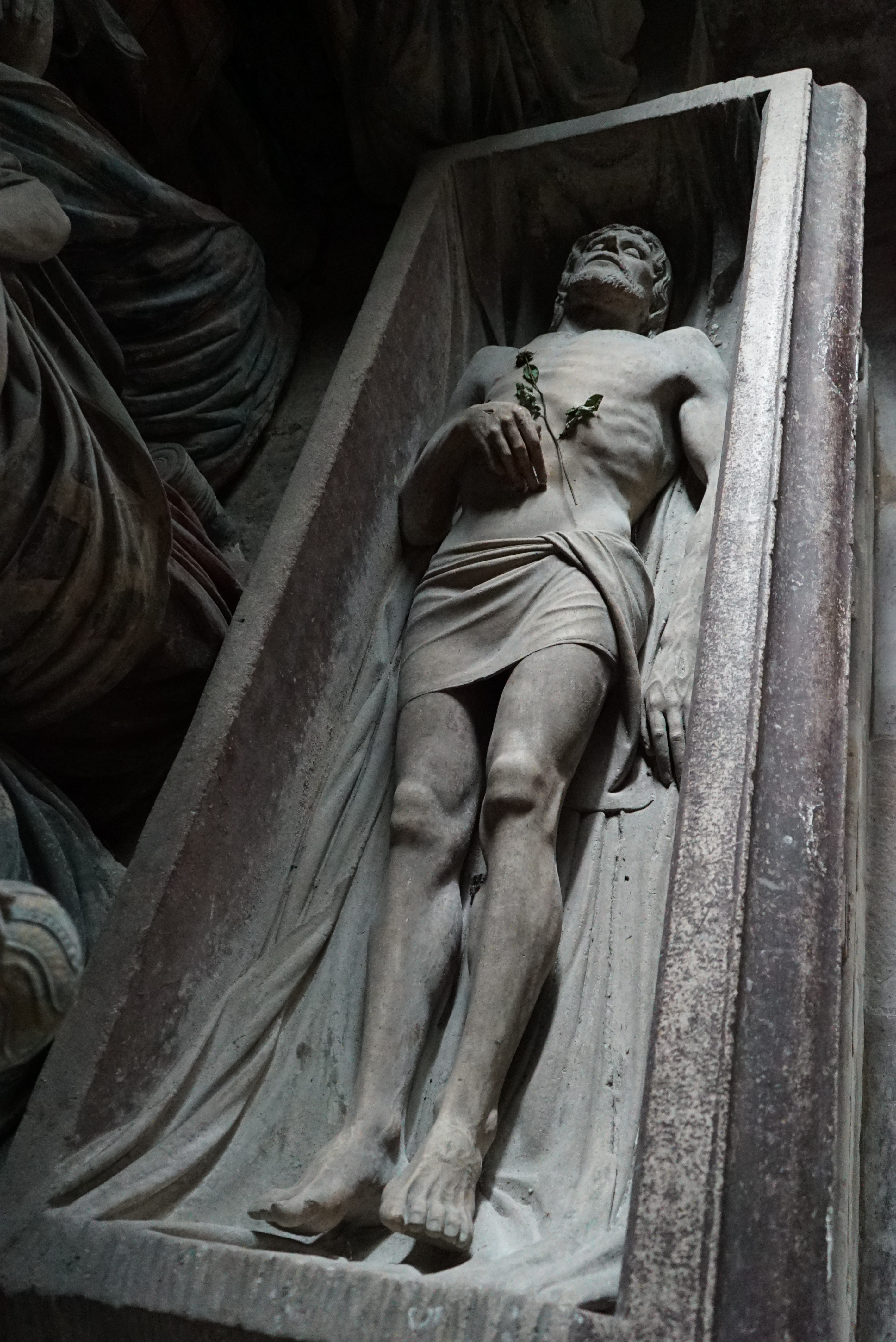
Jezus
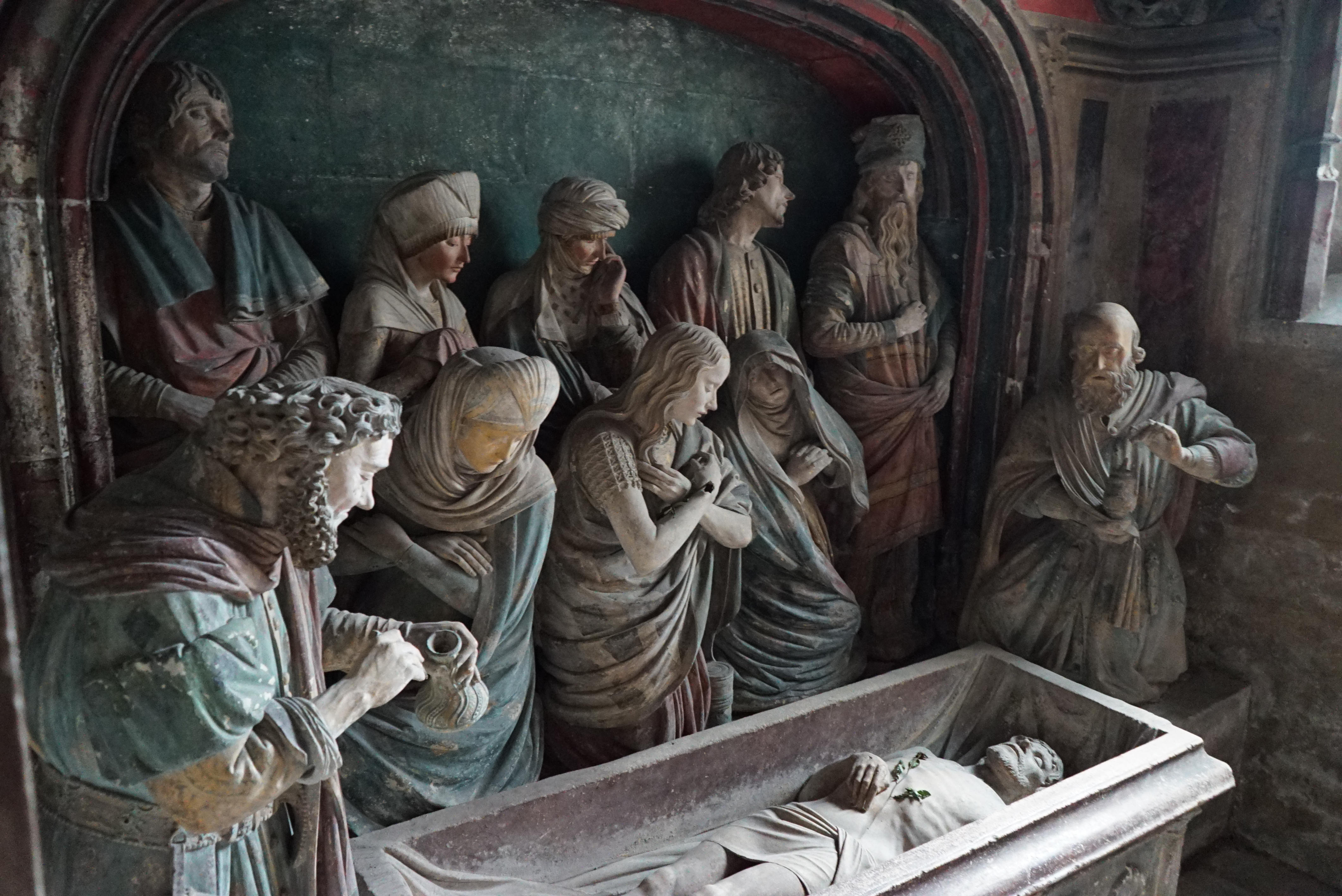
Graflegging
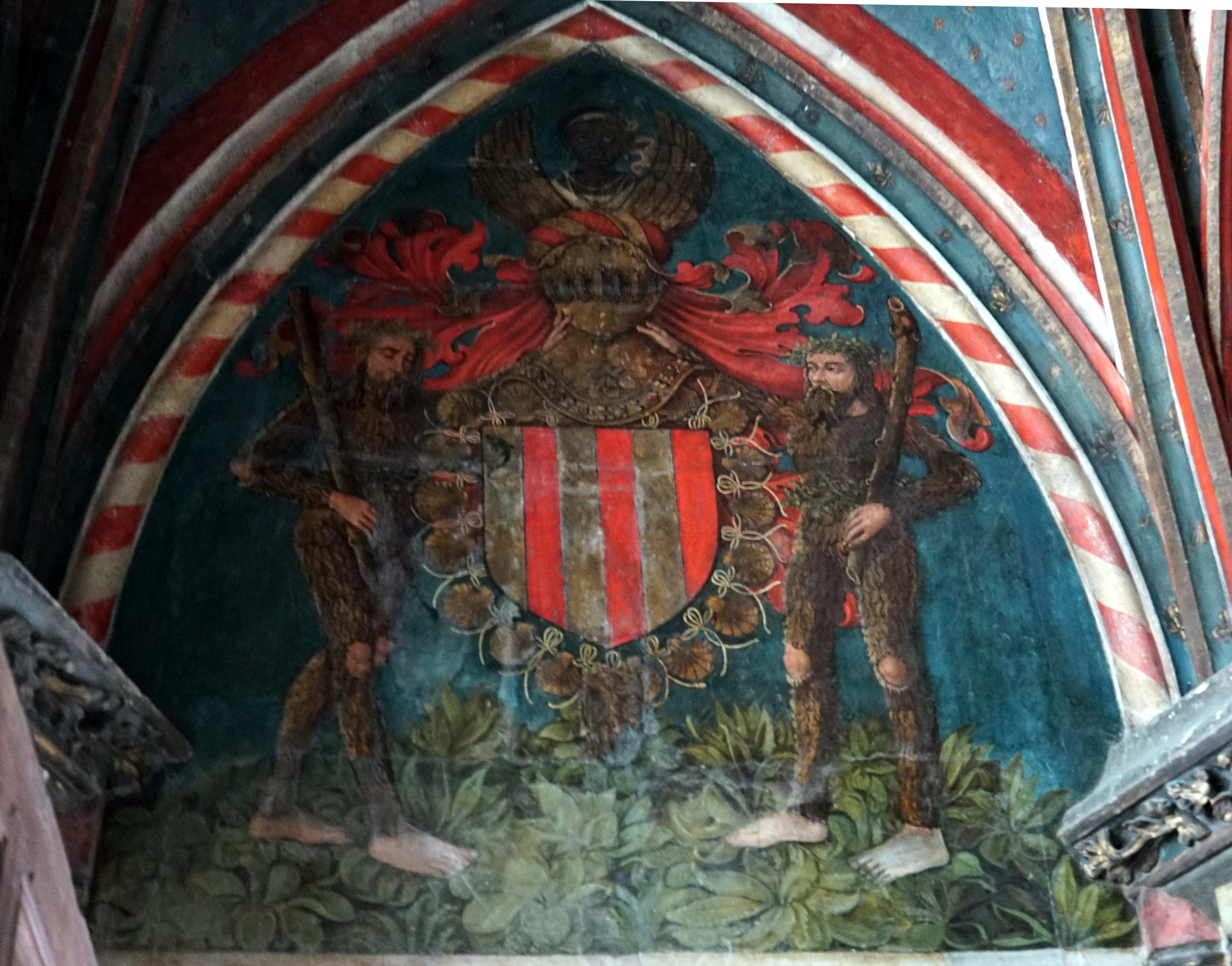
Beschilderd plafond
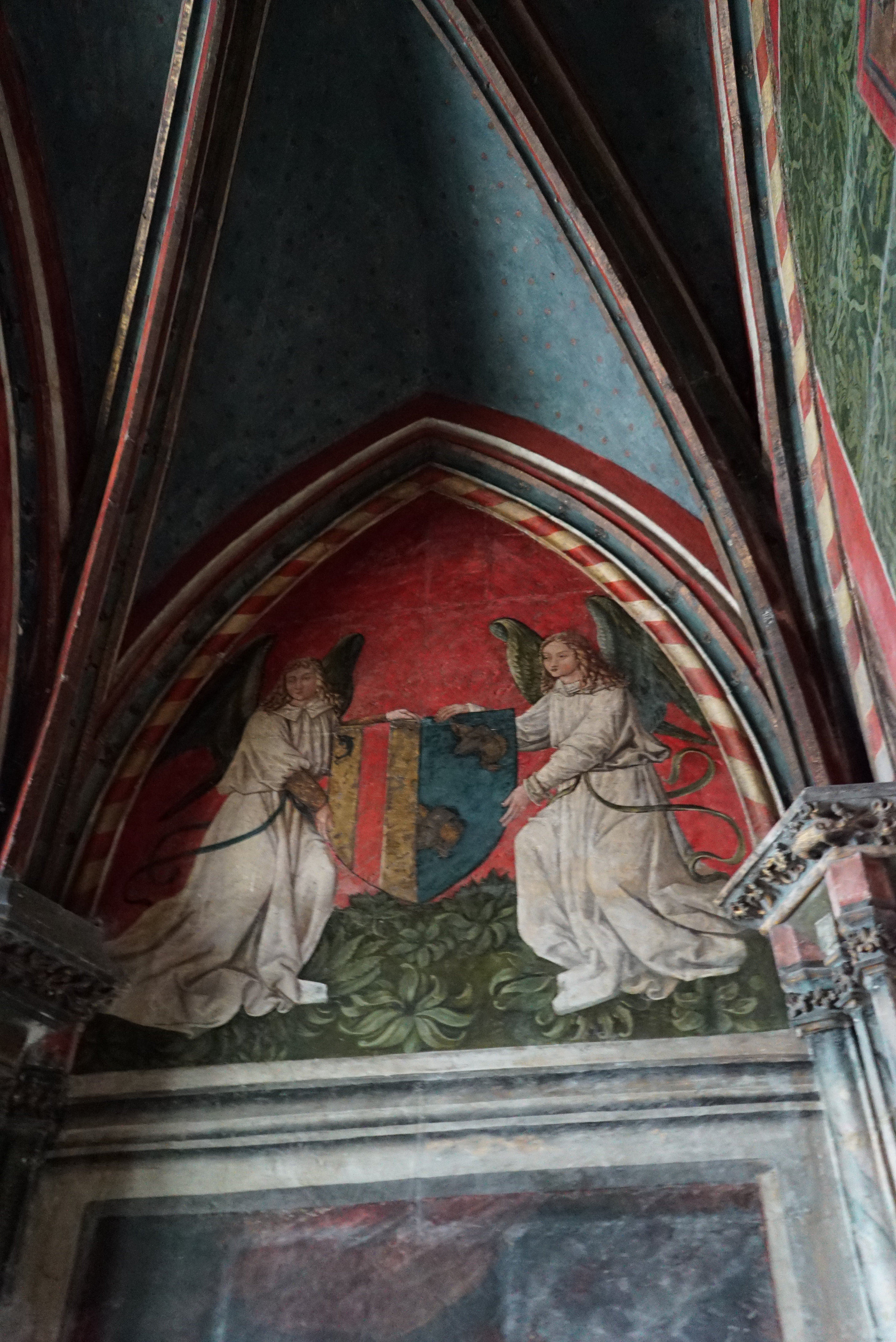
Engelen

De moderne brandglasramen zijn het werk van Calixte Poupart.
De basiliek biedt onderdak aan een bijzonder boom van Jesse uitgewerkt in hoog-reliëf daterend uit het eerste kwart van de 16e eeuw. Het is gerealiseerd in kalksteen en meet 4,50 meter hoog en is 3,20 meter breed aan de basis. Men ziet een neergezeten, slapende Jesse. De boom zelf telt een dozijn personages en is bekroond met een Maagd met kind. op de eerste tak herkent men David met een harp. Op de grond ligt het enorme hoofd van Goliath. Rechts is het staande personage Jesaja.

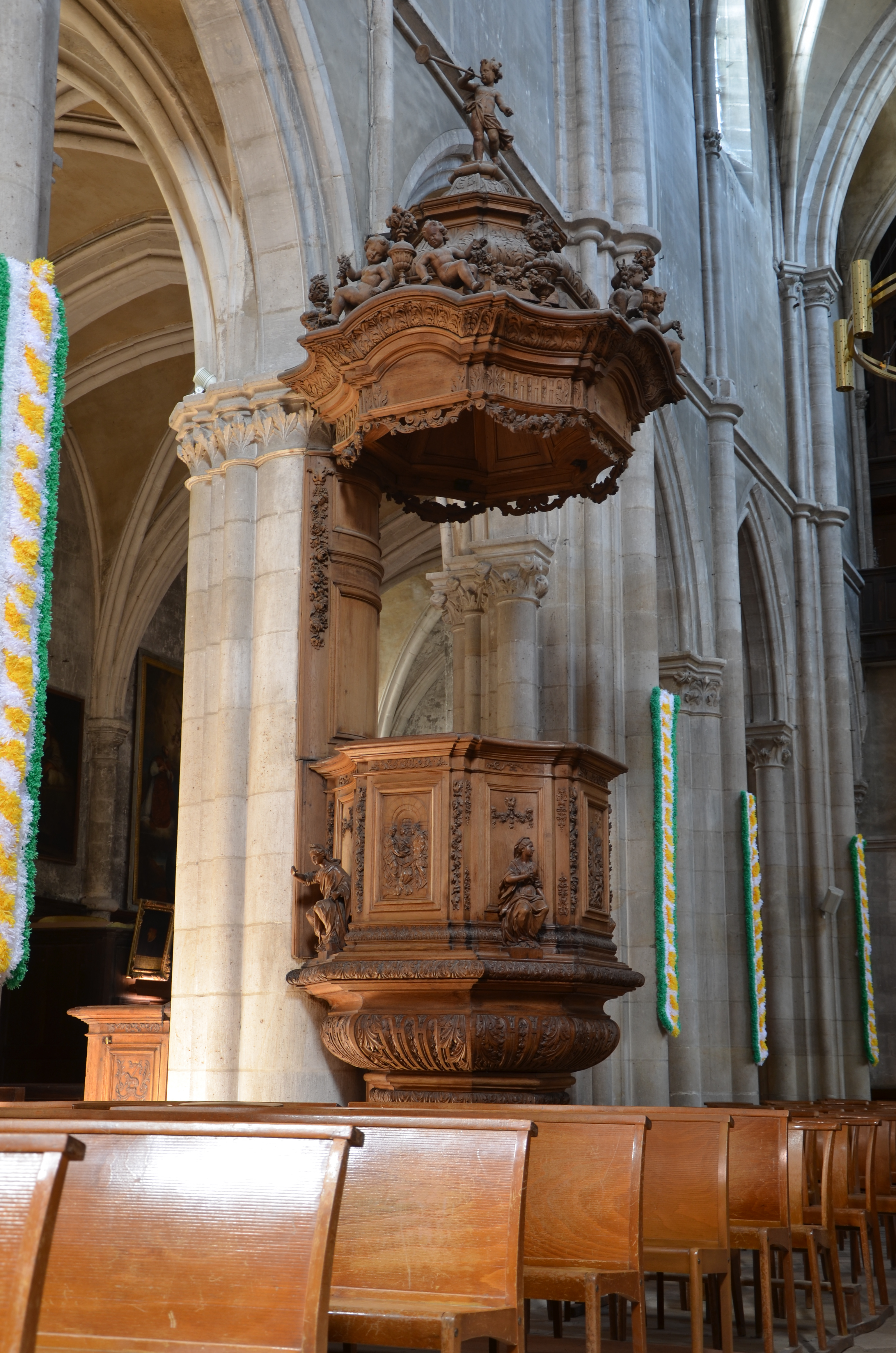
Stoel
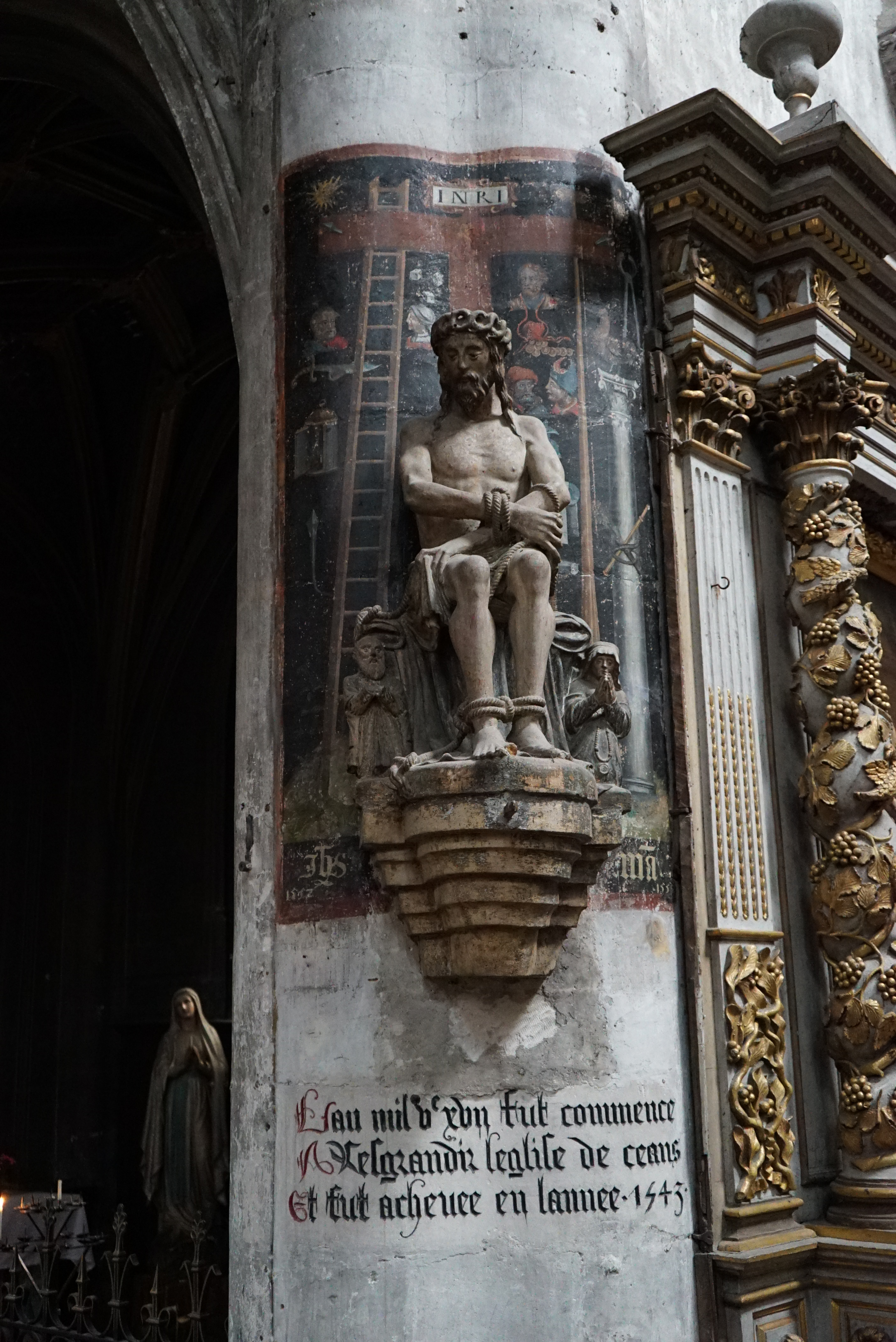
Ecce homo
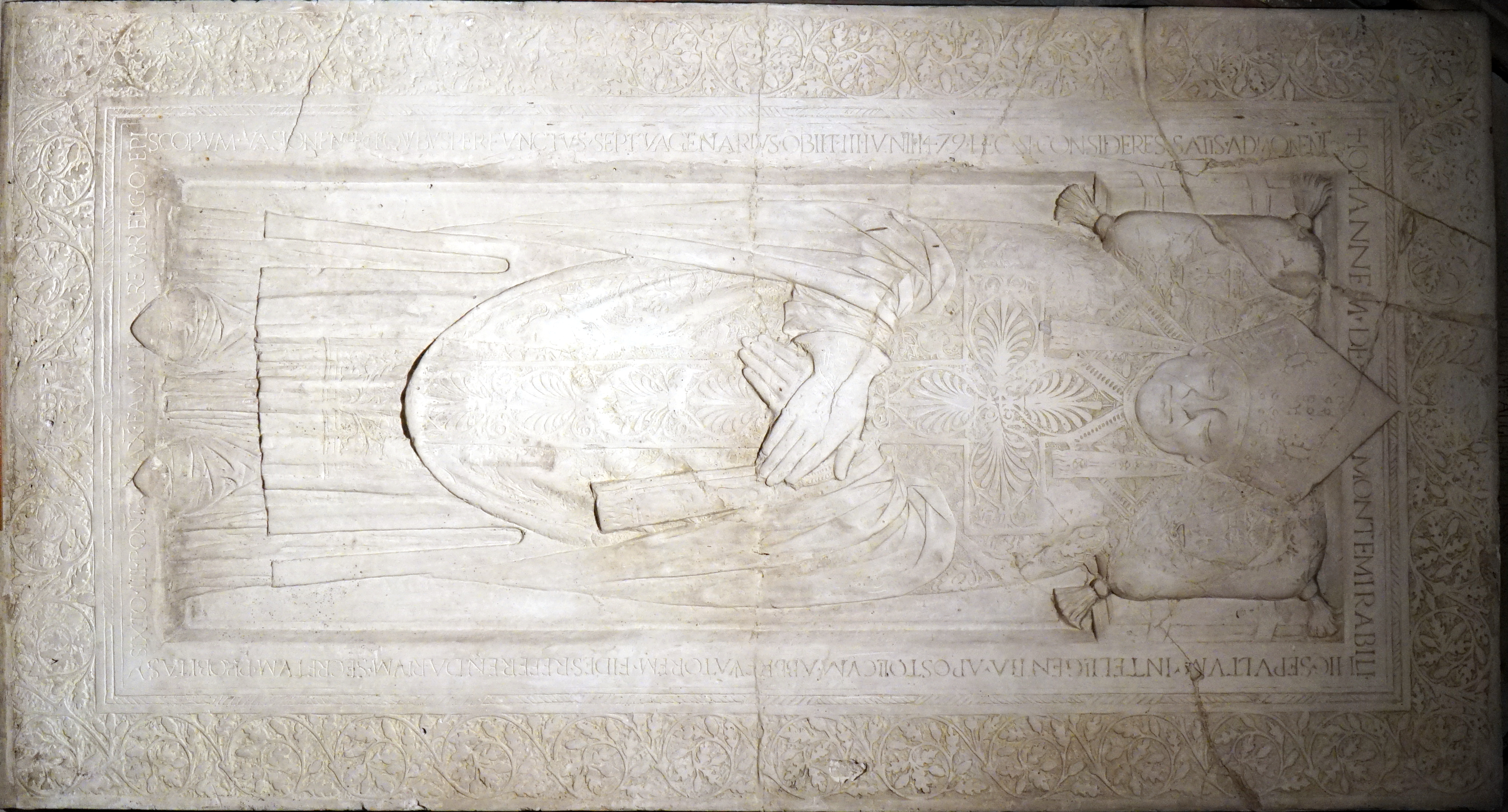
Jean de Montmirail (bisschop)
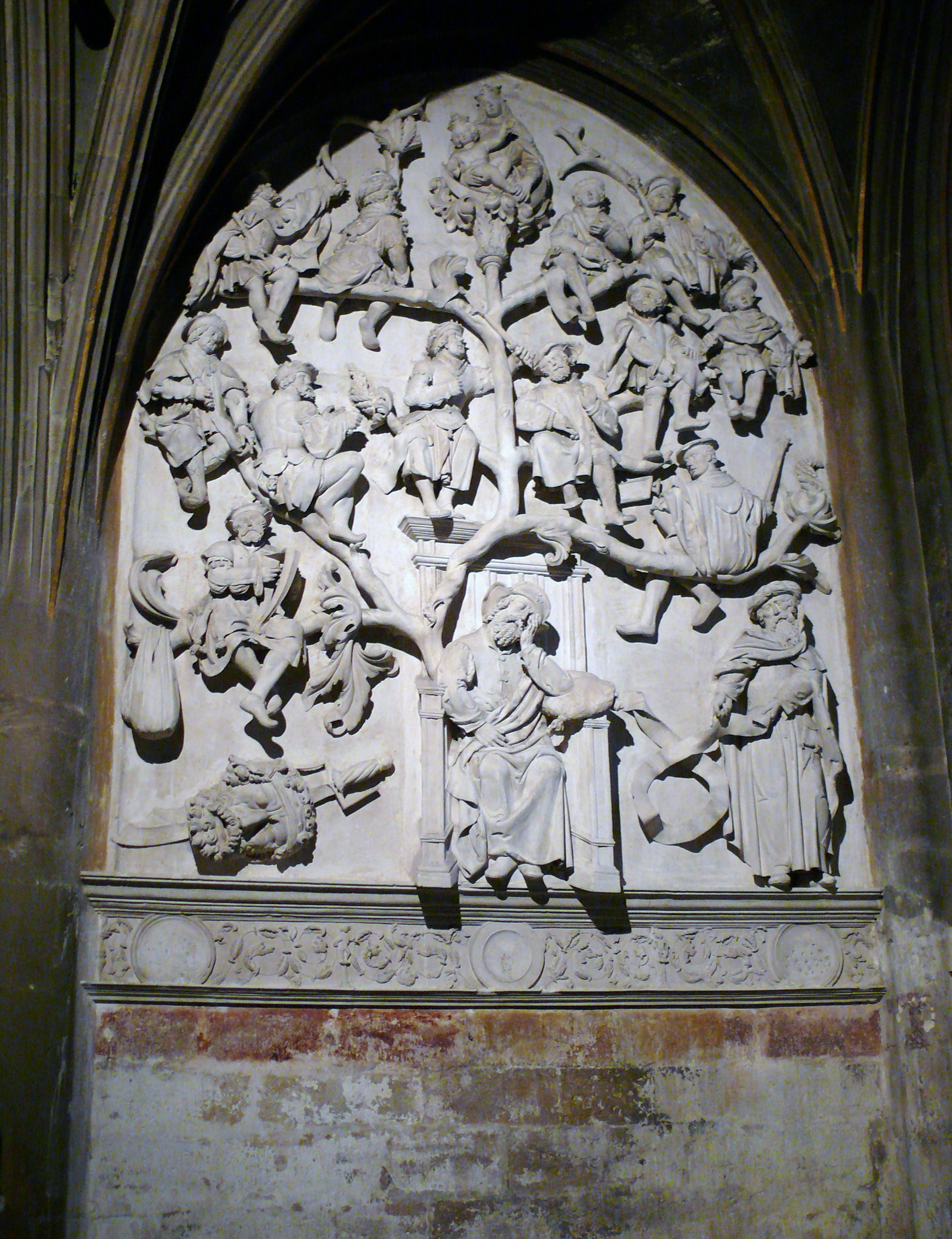
Boom van Jesse

In de basiliek is tevens een cyclus van schilderijen met Johannes de Doper als centraal thema.

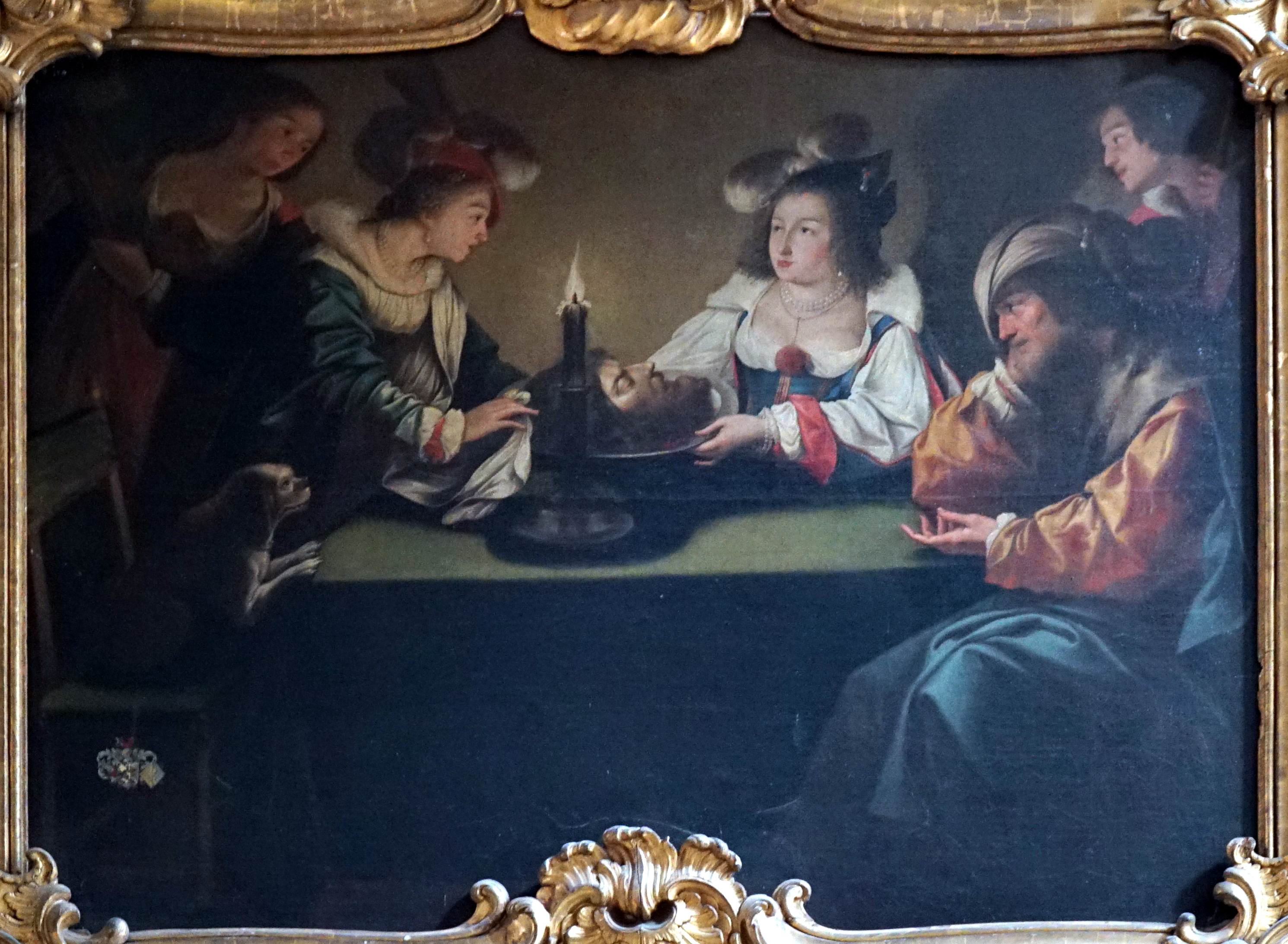
Salome presenteert het hoofd van Johannes aan Herodias
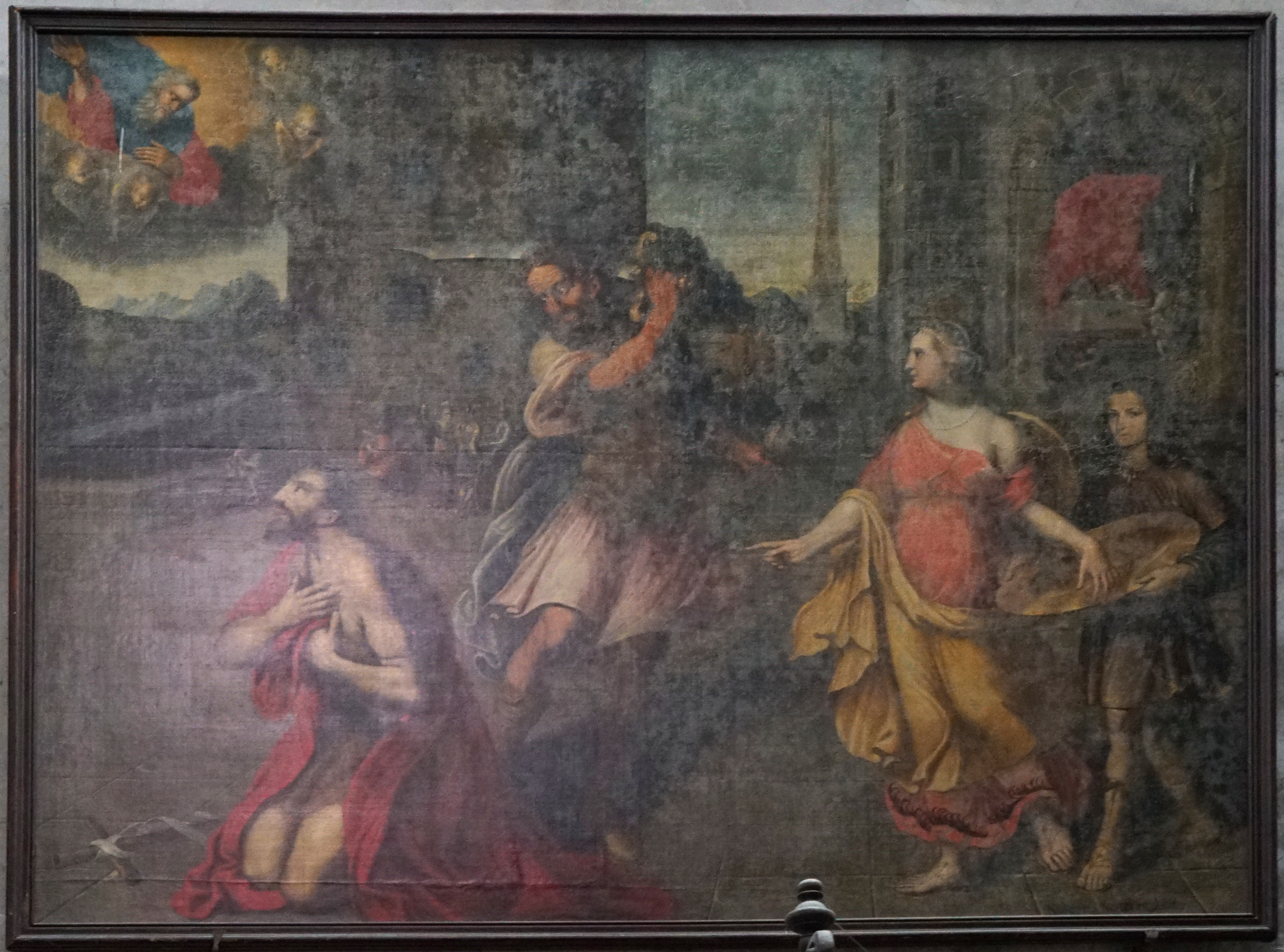
Onthoofding van Johannes geschilderd door Vaubert
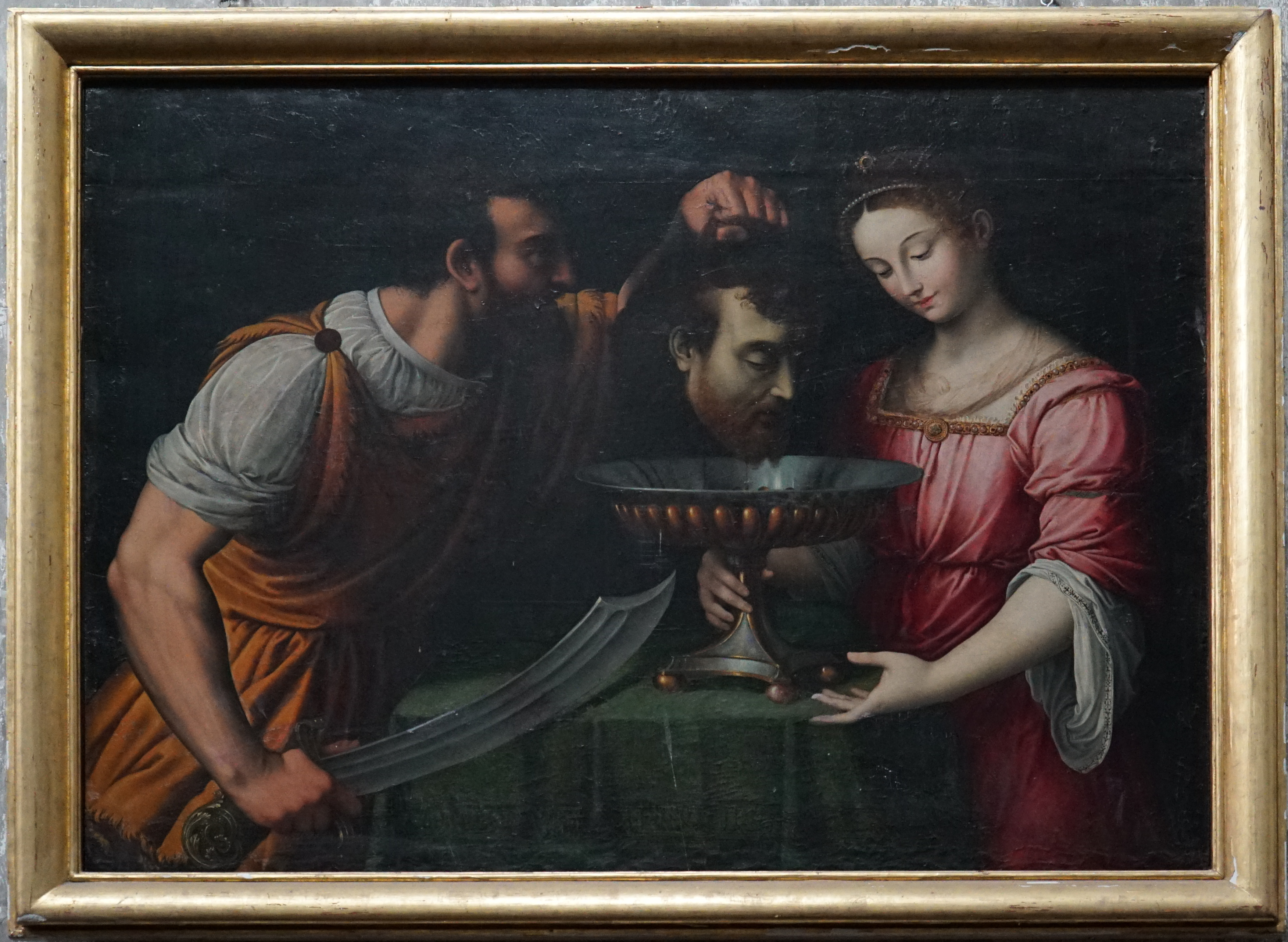
Hoofd van Johannes op een schaal

## De orgels

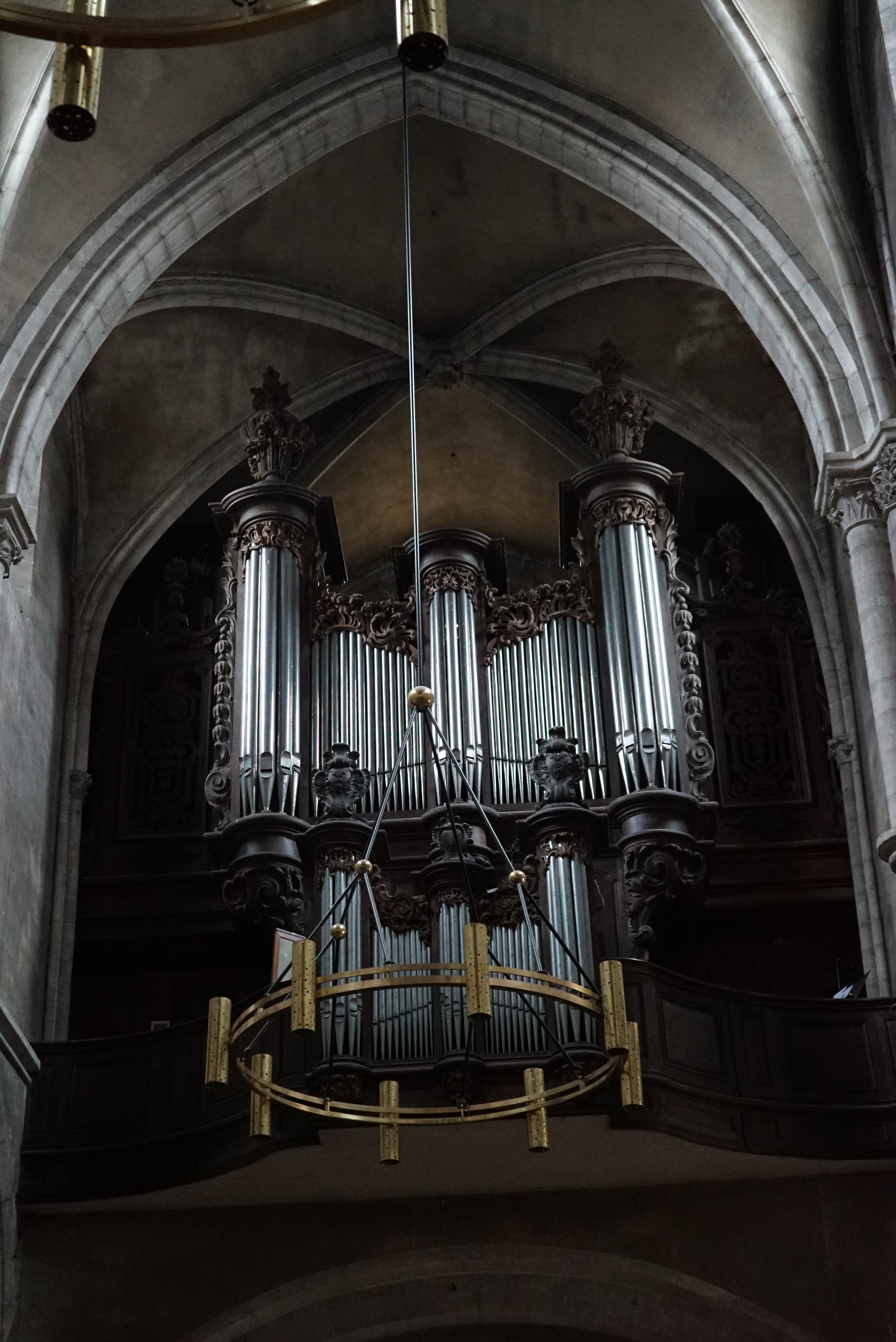
Orgel tribune.

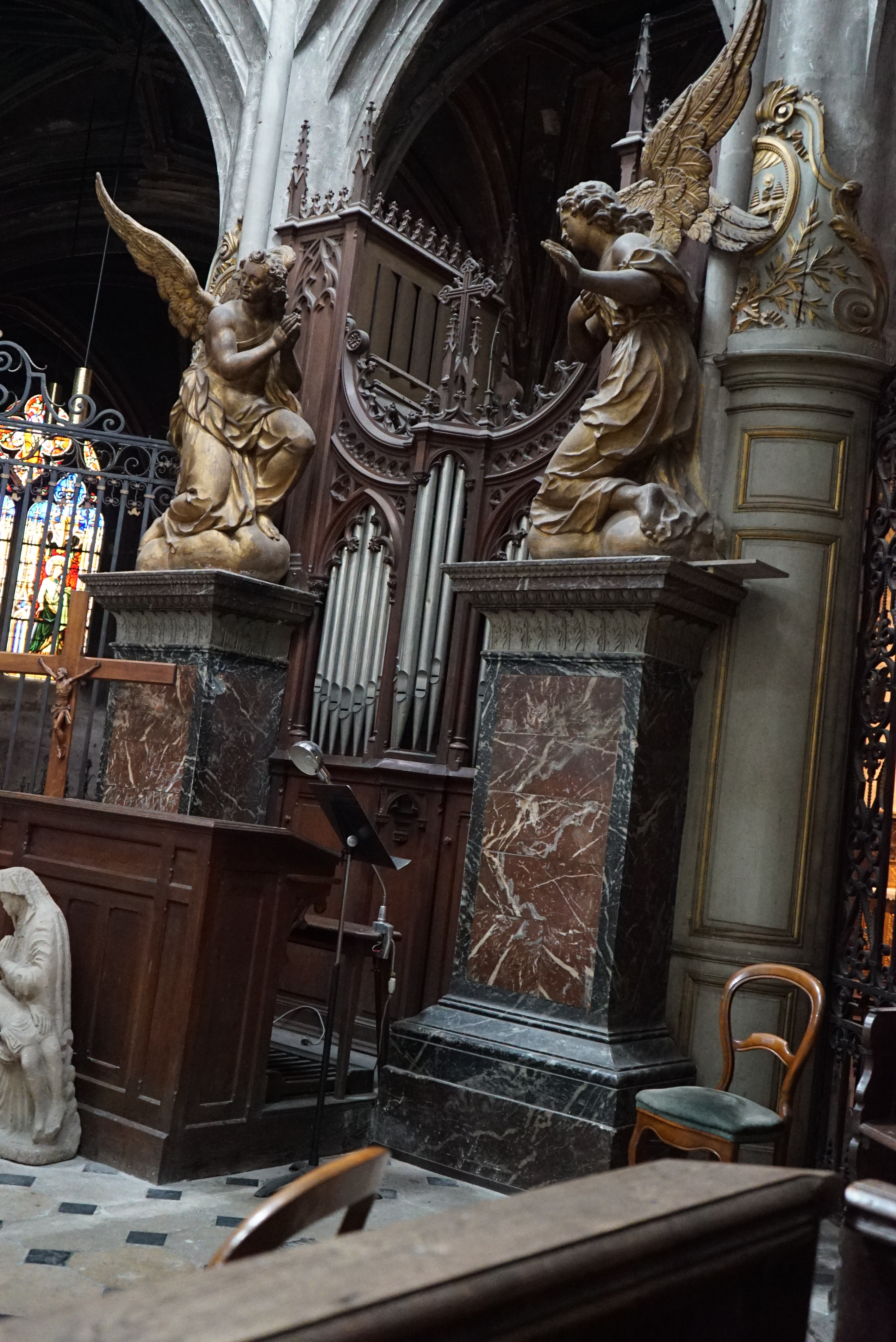
Het orgel van het koor.

### Grote Cavaillé-Coll Orgel
Het grote orgel van de basiliek is een Cavaillé-Coll. Het dateert uit 1872 en werd in hetzelfde jaar ingehuldigd door Charles-Marie Widor, de beroemde organist van Parijs. Dit orgel heeft 3 manualen en een pedaal. Het is samengesteld uit 37 registers. Het orgelbuffet is van de Lodewijk XV-stijl en dateert van 1768.

#### Samenstelling
Pedaal: Contrabas 16, Cello 8, Fluit 8, Octaaf 4, Bombarde 16, Trompette 8, Clairon 4.
Grootwerk: Bourdon 16, Cello 8, Montre 8, Bourdon 8, Flûte harmonique 8, Prestant 4, Octaaf 4, Plein-jeu III-VI, Cornet V, Fagot 16, Trompet 8, Clarion 4.
Positief (expressieve): Bourdon 8, Salicional 8, Unda maris Dulciana 4 Flûte douce 4, Doublette 2, Piccolo 1, Klarinet 8 Engelse Hoorn 8.
Recitatief (expressieve): Fluit 8, gamba 8, Voix celeste, Fluit octaviante 4, Octavin 2, Voix humaine, Trompet 8, Fagot-Hobo.

### Koororgel
Het koororgel koor is ontworpen door Jaquot-Jeanpierre (Rambervillers in de Vogezen), waarvan de productie is nog steeds in bedrijf op dit moment, en dateert uit 1891. Het is samengesteld uit een manuaal (8 register) en een pedaal zonder eigen register. Het orgelbuffet is in neo-gotische stijl.
Grootwerk: Bourdon 16, Bourdon 8, Montre 8, Salicional 8, Het Verstrekken Van 4, Nazard 2 2/3, Trompet 8 (B&D)